# Омар Алі Сайфуддін II
Омар Алі Сайфуддін II — 24-й султан Брунею.

## Біографія
Коли 1804 року помер його батько, Мухаммад Алам Джамалуль I, малолітньому спадкоємцю престолу ледве виповнилось 5 років. У зв'язку з цим його дід, Таджуддін Мухаммад зійшов на престол удруге. У зв'язку з похилим віком останнього, роль регента при ньому взяв на себе молодший брат, Мухаммад Канзуль Алам. Таджуддін Мухаммад помер 1807 року, після цього колишній регент став 22-м султаном Брунею. Мухаммад Канзуль Алам призначив свого власного сина Мухаммада Алама спадкоємцем престолу.
1825 року, коли Омар Алі Сайфуддін досягнув повноліття, він заявив про свої права на трон. Його підтримала більшість брунейської знаті, оскільки він був законним спадкоємцем престолу, відповідно до брунейської традиції. Задля завершення кризи спадкування престолу султан Мухаммад Алам був змушений зректись влади, а згодом його було засуджено до смерті. 1828 року Омар Алі Сайфуддін зійшов на престол як 24-й султан Брунею.
За часів його правління почались заворушення в землях Саравак. 1842 року після придушення виступів представником султана в цих землях став Джеймс Брук, за допомогою якого ці виступи вдалось придушити. 1846 року місто Бруней було захоплено англійцями. Після чого султан був змушений укласти з угоду щодо британської окупації міста. Того ж року султан поступився Лабуаном. 1847 він підписав угоду про дружбу й торгівлю з англійцями, а 1850 — такий самий договір зі Сполученими Штатами.
Султан Омар Алі Сайфуддін II помер 1852 року, йому спадкував законний син, Абдул Момін. Був похований у королівському мавзолеї в столиці Брунею.